# فوسفات الألومنيوم والصوديوم
فوسفات الألومنيوم والصوديوم هو اسم جامع لعدد من المركبات الكيميائية اللاعضوية المتكونة من أملاح فوسفات مزدوجة للصوديوم والألومنيوم، بحيث تكون لها الصيغة الكيميائية NaH14Al3(PO4)8·4H2O و Na3H15Al2(PO4)8.

## التحضير
تحضر هذه المركبات من تفاعل مزيج من أكسيد الألومنيوم (الألومينا) وحمض الفوسفوريك وهيدروكسيد الصوديوم.

## الاستخدامات
تستخدم فوسفات الألومنيوم والصوديوم مضافاً غذائياً، إذ له رقم الإي E541.؛ كما تعرف أيضاً مركبات فوسفات الألومنيوم والصوديوم القاعدية Na15Al3(PO4)8؛ وتدخل هذه المركبات في صناعة الجبن.
لمركبات فوسفات الألومنيوم والصوديوم خواص حمضية، وتستخدم لذلك الغرض من أجل إضافة وسط حمضي في مسحوق الخبز وتساهم في نفاشية المخبوزات.